# آستریکس و اوبلیکس: پادشاهی میانه
آستریکس و اوبلیکس: پادشاهی میانه (به انگلیسی: Asterix & Obelix: The Middle Kingdom) فیلمی محصول سال ۲۰۲۳ و به کارگردانی گیوم کنه است. در این فیلم بازیگرانی همچون گیوم کنه، ژیل للوش، ونسان کسل، جاناتان کوهن، ماریون کوتیار، رمزی بدیا، لین دان فام، ژوزه گارسیا، پیر ریشار، زلاتان ابراهیموویچ، آنجل، فیلیپه کاتینه و فلوران مانودو ایفای نقش کرده‌اند.